# モリス・スワデシュ
モリス・スワデシュ（Morris Swadesh, 1909年1月22日 - 1967年7月20日）は、アメリカの言語学者。

## 経歴
1909年、マサチューセッツ州ホルヨーク生まれ。エドワード・サピアに師事して言語学を学んだ。
赤狩り時代にアメリカ共産党員との告発を受けてニューヨーク市立大学から追い出され、1954年までアメリカ哲学協会からの援助で研究を行っていた。1956年からメキシコ国立自治大学で教鞭をとった。

## 研究内容・業績
- 基礎的な単語を集めたスワデシュ・リストで有名。1930年代に行ったチティマシャ語（英語版）の調査はこの言語の重要な資料となっている。
- 言語年代学
- 語彙統計学

## 家族・親族
- 妻：マリー・ハースも言語学者。

## 参考書籍
- Newman, Stanley. (1967). Morris Swadesh (1909-1967), Language, 43.
- Swadesh, Morris. (1950). Salish internal relationships. International Journal of American Linguistics, 16, 157-167.
- Swadesh, Morris. (1952). Lexicostatistic dating of prehistoric ethnic contacts. Proceedings American Philosophical Society, 96, 452-463.
- Swadesh, Morris. (1955). Towards greater accuracy in lexicostatistic dating. International Journal of American Linguistics, 21, 121-137.